# دشت بزرگ مجارستان
دشت بزرگ مجارستان (مجاری: Alföld; انگلیسی: Great Hungarian Plain) از شرق تا میانه، بخش بزرگی از کشور مجارستان (۵۶ درصد کشور) و جلگهٔ پانونی را در می‌پوشاند. مرز آن در شمال و شرق کوه‌های کارپات، در جنوب غربی کوهپایه‌های ترانسدانوبی و کرواسی و در جنوب تقریباً رود ساوا است.